# Ozan (Arkansas)
Ozan es un pueblo ubicado en el condado de Hempstead, Arkansas, Estados Unidos. Tiene una población estimada, a mediados de 2021, de 49 habitantes.

## Geografía
La localidad está ubicada en las coordenadas 33°50′48″N 93°43′15″O / 33.84667, -93.72083. Según la Oficina del Censo de los Estados Unidos, Ozan tiene una superficie de 0.85 km² de tierra firme y 0.002 km² de agua.

## Demografía
Según el censo de 2020, en ese momento había 50 personas residiendo en Ozan. La densidad de población era de 58.82 hab./km². El 44.00% de los habitantes eran blancos, el 38.00% eran afroamericanos, el 6.00% eran amerindios, el 2.00% era de otra raza y el 10.00% eran de otras razas. Del total de la población, el 2.00% era hispano o latino.